# Trematopygodes koreator
Trematopygodes koreator är en stekelart som beskrevs av Hinz och Horstmann 1998. Trematopygodes koreator ingår i släktet Trematopygodes och familjen brokparasitsteklar. Inga underarter finns listade i Catalogue of Life.